# Alpes de Gurktal
Los Alpes de Gurktal (en alemán: Gurktaler Alpen, en esloveno: Krške Alpe) son una cadena montañosa de los Alpes centrales del este de Austria, que lleva el nombre del valle del río Gurk. 

## Geografía

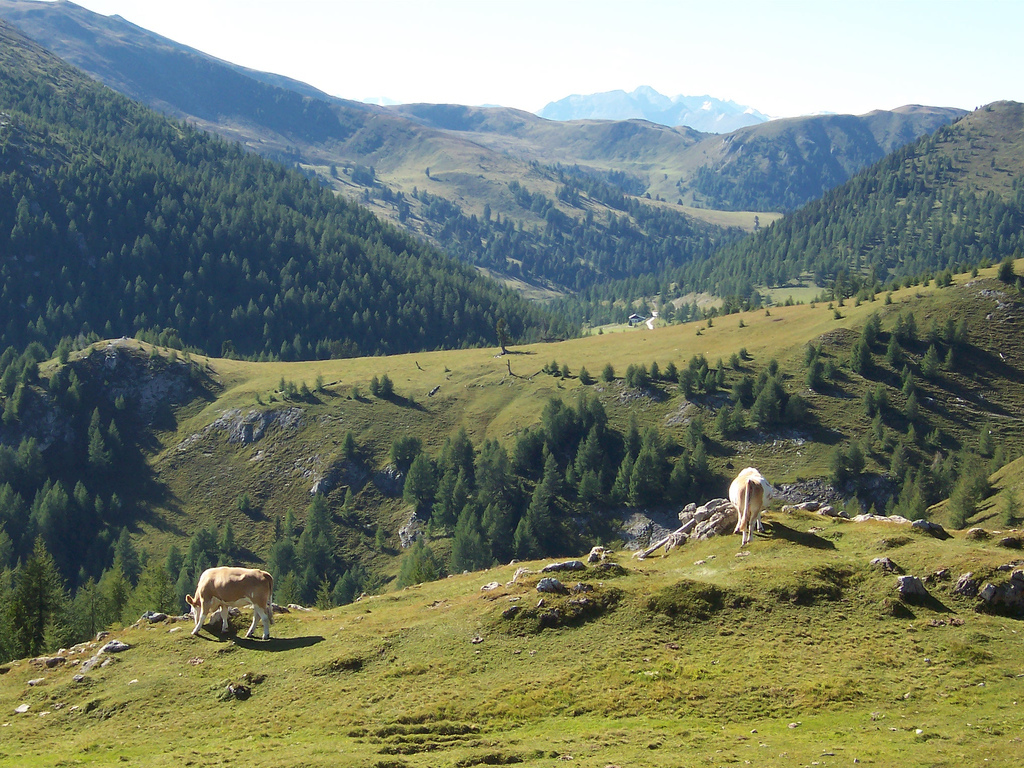
Pastos en Nockalm Road

### Ubicación
La cadena se encuentra entre el valle de Mur en el norte, que lo separa del Niedere Tauern y el Drava en el sur, donde limita con los Alpes  de Gailtal y Karavanke de los Alpes de piedra caliza del sur. En el oeste, los Alpes de Gurktal alcanzan el paso de Katschberg y el grupo Ankogel de la cadena Hohe Tauern. En el este, el paso Neumarkt en Upper Styria lo separa de los Alpes de Lavanttal adyacentes. 

### Subdivisiones
Los Alpes de Gurktal pueden dividirse en cinco subgrupos: 
- Las montañas Nock se encuentran entre el Liesertal y el Flattnitzer Höhe. Su pico más alto es el Eisenhut (2.441 m).
- Las montañas de Metnitz se encuentran entre los valles de Mur y Metnitz. Su pico más alto es el Goldachnock (2,171 m).
- La cadena Mödring se encuentra entre los valles de Metnitz y Gurktal. Su pico más alto es el Dorferecken (1,726 m).
- Las montañas de Wimitz se encuentran entre los valles de Gurk y Glan a través de los cuales fluye el río Wimitz. Sus picos más altos son el Schneebauerberg y el Hocheck (ambos de 1,338 m)

En el extremo sur de los Alpes de Gurktal se encuentra la cuenca de Klagenfurt. Aquí hay siete cadenas montañosas más pequeñas: 
- Magdalensberg (Lippekogel, 1,079 m)
- Ossiach Tauern (Taubenbühel 1,069 m)
- Tierras Altas del Glantal (Ulrichsberg, 1,022 m)
- Sattnitz (Tanzboden, 929 m)
- Feldkirchen-Moosburg Upland (Freudenberg, 817 m)
- St. Veit Upland (Buchberg, 808 m)
- Maria Saal Upland (Maria Saaler Berg, 746 m)

Ocasionalmente, los Alpes de Gurktal, junto con los Alpes de Lavanttal al este, se clasifican como parte de los Alpes Nóricos, pero eso no está justificado geológicamente.

### Picos
Los picos más altos se encuentran dentro de las montañas Nock (Nockberge, de Nock que significa "colina redondeada", cf. Nockerl) subgrupo al oeste de Flattnitz Pass, que incluye el monte Eisenhut de 2441 m en Estiria. El Nationalpark Nockberge a lo largo de la pintoresca Nockalm Road en Carintia desde 1987 es un área protegida (UICN V). Las montañas Nock también se extienden hasta los principales lagos de Carintia como el Millstätter See y el lago Ossiach. 

## Economía y turismo

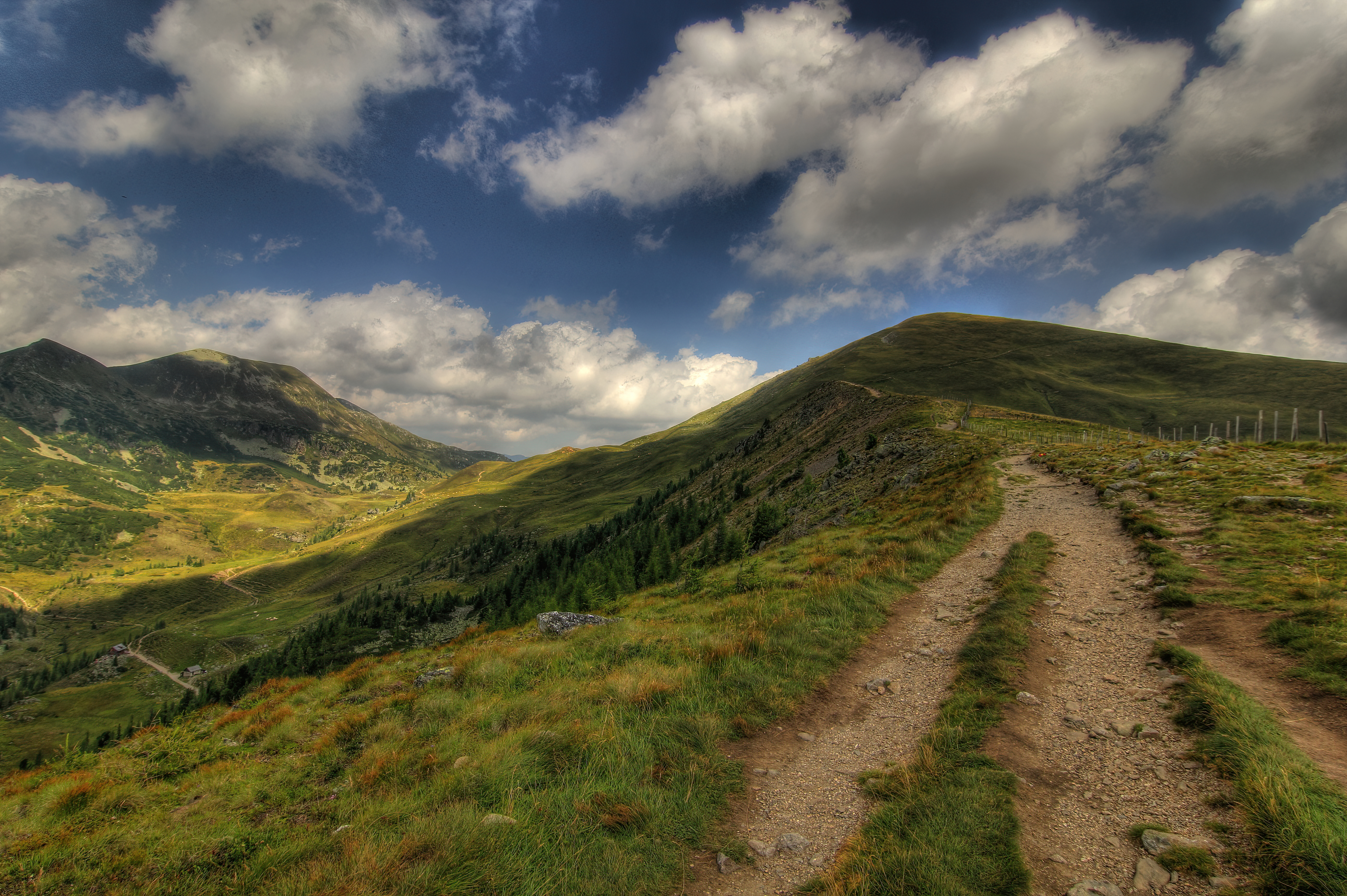
Ruta de senderismo cerca de Bad Kleinkirchheim

El suave paisaje con sus numerosos pastos de montaña ha sido un lugar de ganadería trashumante desde la antigüedad. Los Alpes de Gurktal también han sido un área minera de hierro y plata, aún se explotan depósitos de magnesita cerca de Radenthein. 
Hoy el turismo es el sector económico más importante. Los valles de los Alpes de Gurktal acogen a los turistas en verano y en la temporada de invierno. La principal zona turística es Bad Kleinkirchheim, luego Turracher Höhe (Predlitz-Turrach y Reichenau), Falkert (Reichenau) e Innerkrems (Krems en Kärnten), Flattnitz, Afritz y Katschberg (Rennweg am Katschberg). Las zonas de esquí más grandes son Katschberg-Aineck, Innerkrems-Schönfeld-Karneralm, Turracher Höhe y Gerlitzen en las montañas Nock y Kreischberg en las montañas Metnitz. 
La región de las montañas Nock también es conocida por sus balnearios. Karlbad a lo largo de Nockalmstraße es el manantial de aguas medicinales más antiguo de Austria. La forma en que se realizan los baños (con agua de manantial y piedras calientes), se ha mantenido sin cambios desde el siglo XVII. Su ubicación aislada significa que tampoco hay electricidad.  